# Charles Quaedvlieg
Karel Max Gerlachus Antoon Quaedvlieg, ook wel Charles Quaedvlieg, (Valkenburg, 31 maart 1823 – Rome, 3, 4 of 8 maart 1874) was een Nederlands genreschilder. Aanvankelijk schilderde hij christelijk-religieuze voorstellingen, eenmaal in Rome italianiserende landschappen en historische taferelen.

## Biografie
Quaedvlieg bleek vroeg getalenteerd. Reeds in zijn middelbareschooltijd werd hij gestimuleerd door zijn tekenleraar, L. Hastenrath, waarop zijn vader, Frederik Willem Quaedvlieg (burgemeester van Valkenburg) hem aan de kunstacademie in Antwerpen en Düsseldorf liet studeren om zich te ontwikkelen. Hij was een leerling van Pierre Henri Lipkens. In 1848 trouwde hij met Marie Eymael. Na de vroegtijdige dood van zijn vrouw vestigde hij zich in Rome, waar hij een groot deel van zijn werkzame leven heeft doorgebracht en waar hij een tijd onderdak vond bij prinses Marianne (de jongere zus van koning Willem II) in Villa Celimontana. Marianne begunstigde kunstenaars door hen opdrachten te verstrekken en werken aan te kopen. Quaedvlieg behoorde tot kunstenaarskolonie van Rome. Hij verbleef acht maanden in het atelier van de villa waar hij in opdracht van Marianne vijf schilderijen vervaardigde van het interieur met de verzameling kunstschatten. Marianne kocht zeven andere werken van hem, waaronder Een namiddag op Ischa en Landvrouwen bij de bron.
In Rome behaalde Quaedvlieg tijdens een wedstrijd de eerste plaats met het historieschilderij Koning Saul bij de waarzegster van Endor dat later een plaats kreeg in het Pantheon. Ter gelegenheid daarvan werd een fakkeltocht gehouden met alle kunstenaars die in Rome verbleven. Quaedvlieg ontving een gouden medaille plus toestemming om het speciale gewaad te dragen waarmee hij toegang kreeg tot elke Academie voor Schone Kunsten in Europa. Hij schilderde in Rome landschappen en taferelen uit het volksleven.
- Biografisch Portaal: 56422568
- Digitale Bibliotheek voor de Nederlandse Letteren: quae003
- Gemeinsame Normdatei: 1162919582
- RKD-Nederlands Instituut voor Kunstgeschiedenis: 65186
- Union List of Artist Names: 500042005
- Virtual International Authority File: 95954593
- WorldCat: E39PCjFXfvJYGwyB4mPcBFRc4C